# 中國地方政權君主列表
以下的列表列出中国歷史上從古至今所有地方政權的君主。

## 诸侯

### 晋、南北朝
兩晉南北朝虽有藩国，但藩王不驻封国，多担任大州刺史，由内史处理政务。实质上与郡无异，严格来说，不算地方政权。

### 唐、宋
- 唐宋封王只有封号，虽然隋朝和初唐担任州刺史，没有地方上相对应的封藩（与两晋南北朝不同），名实都不是藩国（地方政權）。

### 大清
- 清朝封的王只有虚名，而无封国、君主，三藩指的是藩镇，参见清朝藩王列表、清朝亲王列表、清朝郡王列表。

## 边族

### 秦、漢、魏、晉、南北朝
- 匈奴 匈奴单于列表
- 鲜卑
- 扶余国 扶余君主列表
- 高句丽 高句丽君主列表
- 南越国、闽越、閩越、瓯越、卫氏朝鲜、西南夷、西羌、西域，参见汉朝地方政权君主列表
- 仇池、柔然、高车、邓至、宕昌 参见五胡十六国君主列表#十六國外政權
- 吐谷浑 吐谷浑首领列表
- 独孤部 独孤部世系图
- 贺兰部 贺兰部世系图

### 隋、唐、五代十國、宋、辽、夏、金
- 高昌国
- 突厥汗国：参见东突厥可汗列表、西突厥可汗列表
- 薛延陀
- 吐蕃：参见吐蕃君主列表
- 云南：参见六詔君主列表、大理君主列表
- 靺鞨：参见唐朝地方政权君主列表
- 渤海国：参见渤海国君主列表
- 回鹘：参见回鹘可汗列表